# FRONT

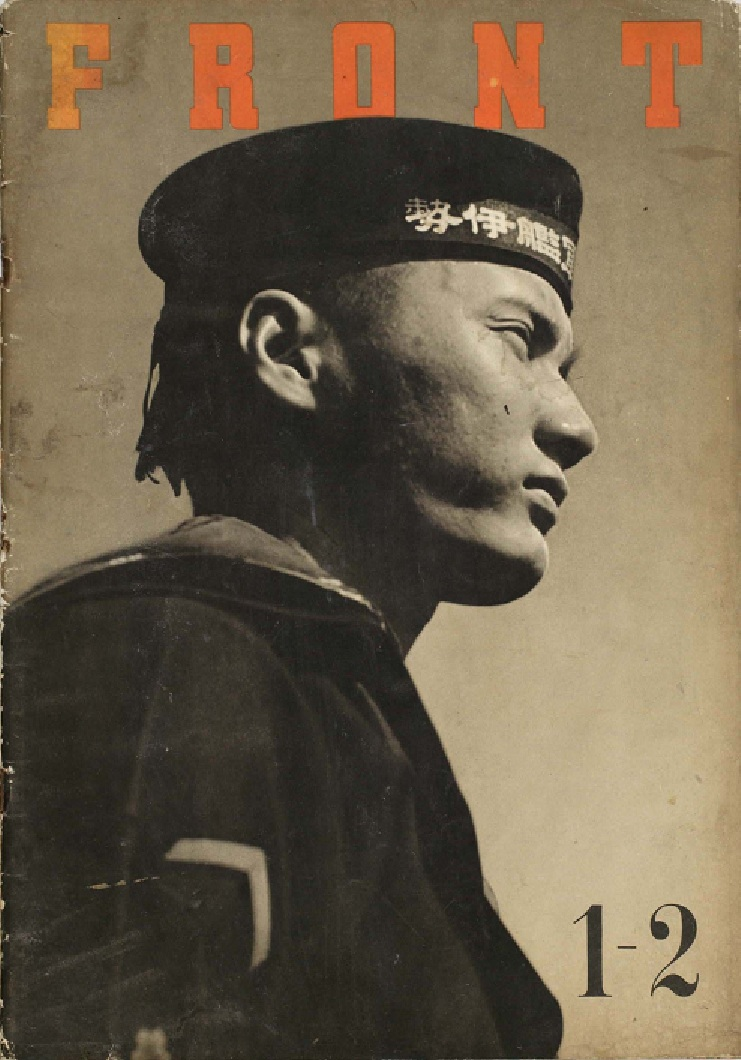
1-2合併号（海軍号）表紙。戦艦「伊勢」の水兵

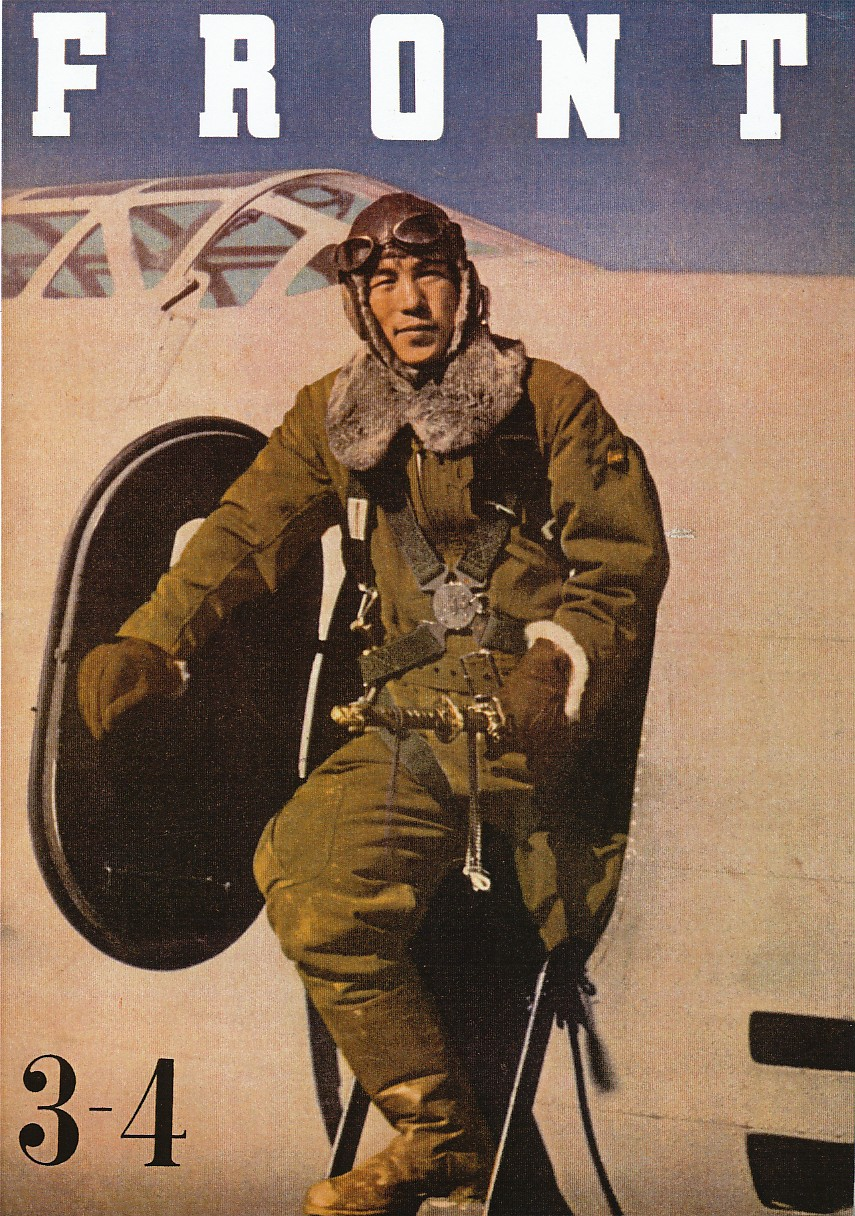
3-4合併号（陸軍号）表紙。九七式重爆撃機と将校（尉官）空中勤務者

『FRONT』（フロント）は、第二次世界大戦中の1942年（昭和17年）から1945年（昭和20年）にかけて、10冊が出版（刊行9冊）された大日本帝国の対外宣伝（プロパガンダ）グラフ雑誌（グラフ誌）。発行・出版元は東方社。雑誌名『FRONT』は戦線の意。

## 概略
1939年（昭和14年）、ソビエト連邦の対外宣伝誌『CCCP НА СТРОЙКЕ』（『ソ連邦建設』・『建設のソ連邦』の意、1930年創刊）に刺激された帝国陸軍の参謀本部第2部第5課（ソ連方面を担当）から岡田桑三に対し、『ソ連邦建設』を参考とした日本の対外宣伝グラフ誌刊行計画が打診された。研究を経て1941年（昭和16年）、岡田桑三を理事長とし、参謀本部第2部第8課（謀略を担当）および内閣情報部の強力な後ろ盾によって東方社が設立され翌年に『FRONT』が出版された。
『FRONT』は友好国・占領地域・中立国・敵対国といった日本国外の地域や民族に対して、日本の国威・軍事力・思想等を誇示する狙いから号によるが最大15か国語で翻訳され、陸海軍と政府の全面協力および、その豊富な資金力により極めて上質な体裁で刊行された。レイアウト、紙質、印刷などグラフ誌としてのクオリティも極めて高く、また、プロパガンダ目的のため一部の掲載写真作品にはフォトモンタージュなどの合成写真技法によって兵器の数を実際よりも増やしたり、機密理由のためエアブラシでの修正なども行われていた。

### スタッフ
- 美術（グラフィックデザイン）
  - 原弘、多川精一、小川寅次、今泉武吉、蓮池順太郎、高橋錦吉他
- 写真
  - 木村伊兵衛、渡辺義雄、菊池俊吉、濱谷浩、渡辺勉、光墨弘、大木実、林重男、薗部澄、風野晴男、桂小四郎、関口満紀、西野和夫、坂口任弘、辻潤之助他
- 企画等
  - 林達夫、岡正雄、岡田桑三、太田英茂、中島健蔵他

## 刊行一覧
| No.     | 通 称              | 判 型 | ページ数 | 外国語版                           | 制作年 |
| ------- | ------------------ | ----- | -------- | ---------------------------------- | ------ |
| 1 - 2   | 海軍号             | A3判  | 68       | 15か国語（ほかに国内版）           | 1942   |
| 3 - 4   | 陸軍号             | A3判  | 68       | 15か国語                           | 1942   |
| 5 - 6   | 満州国建設号       | A3判  | 68       | 中・英・露・タイ・仏・日、ほか不明 | 1943   |
| 7       | 落下傘部隊号       | A3判  | 40       | 中・英・露・日                     | 1943   |
| 8 - 9   | 空軍（航空戦力）号 | A3判  | 68       | 中・英・露                         | 1943   |
| 10 - 11 | 鉄（生産力）号     | A3判  | 68       | 2か国語併記（中・英）              | 1944   |
| 12 - 13 | 華北建設号         | A3判  | 68       | 2か国語併記（中・日）              | 1944   |
| 14      | フィリピン号       | A3判  | 52       | 2か国語併記（英・中）              | 1944   |
| 特別号  | インド号           | B4判  | 52       | 英語（一部中国語）                 | 1944   |
| 特別号  | 戦時東京号         | B4判  | 52       | 中国語（写真説明日本語カタカナ）   | 1945   |
| 特別号  | 戦争美術号         | B4判  |          |                                    |        |